# ملكة الثقة
ملكة الثقة (بالكورية: 컨피던스맨 KR) هو مسلسل تلفزيوني كوري جنوبي قادم، وهو النسخة الكورية من المسلسل الياياني الذي يحمل نفس الأسم، من بطولة بارك مين يونغ، بارك هي-سون، جو جونغ-هيوك. من المقرر عرضه على قناة تشوسون تي في في 6 سبتمبر 2025، وسيبث فترة السبت والأحد الساعة 9:20 بتوقيت (KST). وسيكون متاحا على كوبانج بلاي في كوريا، و برايم فيديو عالميا.

## القصة
يون يي رانغ (بارك مين يونغ) محتالة ذات معدل ذكاء عبقري بنسبة 165. تتمتع بأسلوب تفكير فريد وكاريزما جذابة، تقود مجموعة احتيال تسمى "رجل الثقة"، التي تضم أيضًا جيمس (بارك هي سون)، ميونغ كو هو ( جو جونغ-هيوك). جيمس محتال مخضرم يتمتع بروح دعابة، ميونغ كو هو أصغر محتال في المجموعة. يتمتع بشخصية نقية ومستقيمة، وسحر جذاب. هؤلاء المحتالون الثلاثة الموهوبون، بقصصهم المختلفة، يتعاونون ويعاقبون الأشرار.

## الطاقم
- بارك مين-يونغ في دور يون يي-رانغ[1]
- بارك هي-سون في دور جيمس[1]
- جو جونغ-هيوك في دور ميونغ كو-هو[1]

### ظهور خاص
- لي يي-كيونغ[2]
- سونغ جي-هيو
- روون[3]
- كيم بو سونغ[4]

## الإنتاج
المسلسل هو أول دراما كورية أصلية لمنصة برايم فيديو.  وهي تعاون مشترك مع منصة كوبانج بلاي وقناة تشو سون تي في وأخراج نام كي-هون ومن كتابة هونغ سونغ هيون، الذي كتب تشيو يونغ (2013)، عقول إجرامية (2017)، وتم إنتاجه من قبل شركة الإنتاج مجموعة تي إم إي.

### تصوير
بدأ تصوير المسلسل في سبتمبر 2024 وانتهى مؤخرًا من تصوير جميع الحلقات بمجموع 12 حلقة.

## روابط خارجية
- الموقع الرسمي
 (بالكورية)
- ملكة الثقة على موقع IMDb (الإنجليزية)
- ملكة الثقة على هانسينما